# Klaus Honnef
Klaus Honnef (* 14. Oktober 1939 in Tilsit, Ostpreußen (heute Sowetsk, Russland)) ist ein deutscher Kunsthistoriker, Kunstkritiker, Ausstellungskurator und Theoretiker für künstlerische Fotografie. Er ist Autor zahlreicher Bücher zur zeitgenössischen Malerei und Fotografie.

## Leben

### Werdegang
Nach dem Abitur 1960 am Kaiser-Karls-Gymnasium in Aachen studierte Honnef von 1960 bis 1965 Soziologie und Geschichte an der Universität zu Köln. Bereits während seines Studiums arbeitete er als freier Film-, Theater- und Kunstkritiker für die Aachener Nachrichten, die Kölnische Rundschau und die Düsseldorfer Nachrichten. 1965 wurde er Redakteur und Ressortchef für Kultur bei den „Aachener Nachrichten“. Zusammen mit dem Galeristen Will Kranenpohl, den Künstlern Benno Werth, Rune Mields und anderen gründete er 1968 das Zentrum für aktuelle Kunst – Gegenverkehr in der Theaterstraße 50 in Aachen und leitete es bis 1970. Dort organisierte er 1969 eine der ersten institutionellen Ausstellungen mit Werken von Gerhard Richter.

### Wirken
Von 1970 bis 1974 war Honnef als Geschäftsführer des Westfälischen Kunstvereins in Münster tätig. Er verfolgte mit Ausstellungen wie Arte Concreta, Konzept ist die Form oder Einzelausstellungen von Lawrence Weiner, Sigmar Polke und Jörg Immendorff progressive Projekte. 1972 war er auf Harald Szeemanns Documenta 5 zusammen mit Konrad Fischer für die Abteilung „Idee + Idee/Licht“ verantwortlich.
Von 1974 bis 1999 fungierte Honnef als Ausstellungsleiter im Rheinischen Landesmuseum Bonn, von 1974 bis 1994 zuständig für die Wechselausstellungen und von 1994 bis 1999 als Leiter der Abteilung „Fotografie“. Bei der Documenta 6 war er 1977 zusammen mit Evelyn Weiss Kurator der Abteilungen Malerei und Fotografie. Mit ihrem Rückblick auf 150 Jahren Fotogeschichte lenkten sie das Interesse auf die künstlerische Gestaltungskraft des Mediums.
1980 wurde Honnef als Honorarprofessor für die Theorie der Fotografie an die Kunsthochschule Kassel berufen. Von 1986 bis 2004 übernahm er Vertretungsprofessuren und Lehraufträge an der Universität Trier, der Universität Köln, der Hochschule für Bildende Künste Braunschweig und an verschiedenen Fachhochschulen. Von 2004 bis 2009 war er Lehrbeauftragter an der Bergischen Universität Wuppertal.
Von 1998 bis 2008 fungierte Honnef als Vizepräsident der deutschen Sektion des Internationalen Kunstkritikerverbandes (AICA). Er war Mitbegründer der Gesellschaft Photo Archiv in Bonn, deren Vorsitzender er seit 2002 ist. Seit 2000 ist Honnef als freier Ausstellungskurator und Kunstkritiker für KUNSTFORUM International, Die Welt, Kunstzeitung, EIKON. Internationale Zeitschrift für Photographie & Medienkunst, Photonews – Zeitung für Fotografie und für Künstler – Kritisches Lexikon der Gegenwartskunst tätig.
Eine hohe Auflage in deutscher und englischer Sprache erreichte das im Kölner Taschen Verlag erschienene Sammelwerk Die Kunst des 20. Jahrhunderts, Band 1 + 2 (1998), bei dem er – neben Karl Ruhrberg und Manfred Schneckenburger – einer der Hauptautoren war.

## Auszeichnungen
- 1988: Chevalier de l’ordre des arts et des lettres der Republik Frankreich
- 2011: Kulturpreis der Deutschen Gesellschaft für Photographie

## Kuratierte Ausstellungen
Westfälischer Kunstverein
- 1973: Lawrence Weiner; Winfred GaulRetrospektive 1953–1973
- 1971: Rune Mields; Hanne Darboven

Rheinisches Landesmuseum
- 1995: Axel Hütte, Landschaft
- 1979: In Deutschland. Aspekte gegenwärtiger Dokumentarfotografie. [Höfer, Hütte, Ronkholz, Struth]
- 1977: Liselotte Strelow: Porträts 1933–1972
- 1976: Karl Blossfeldt: Fotografien 1900–1932
- 1976: 200 Jahre amerikanische Malerei, 1776–1976
- 1975: Bernd und Hilla Becher: Fotografien 1957 bis 1975

Wanderausstellung für das Auswärtige Amt
- 1985: Zwischenbilanz: Neue Deutsche Malerei. Neue Galerie am Joanneum, Graz; Museum Villa Stuck, München; Rheinisches Landesmuseum, Bonn und im Forum für aktuelle Kunst, Innsbruck

## Schriften
- Concept art. Phaidon Verlag, 1971, ISBN 3-87635-035-2.
- Klaus Honnef: 150 Jahre Fotografie. Zweitausendeins, Mainz / Frankfurt am Main 1977. (Erweiterte Sonderausgabe von Kunstforum International: 150 Jahre Fotografie III / Fotografie auf der documenta 6, Band 22)
- Kunst der Gegenwart. Taschen, Köln 1987, ISBN 978-3-8228-0063-8.
- Montage als ästhetisches Prinzip, zum Werkbegriff von Wolf Vostell. In: Wolf Vostell. Retrospektive 92, Edition Braus, Heidelberg, 1992, ISBN 3-925520-44-9.
- Wege zur Kunstkritik. Texte zwischen Theorie und Künstlerlob. Steinmeier, Deiningen 1999, ISBN 3-9805962-5-7.
- Nichts als Kunst... Schriften zur Kunst und Fotografie. DuMont, Köln 1999, ISBN 3-7701-3611-X.
- Pop Art. (Taschen Basic Art Series), 3. Auflage. Taschen Köln 2004, ISBN 3-8228-2216-7. (Sowie englische und italienische Ausgabe)
- Andy Warhol 1928–1987. Kunst als Kommerz. 9. Auflage. Taschen, Köln 2008, ISBN 978-3-8228-6378-7.
- Kunstkritik heute. Texte zwischen Wertung und Werbung. Steinmeier, Deiningen 2008, ISBN 978-3-939777-39-7.
- mit HA Schult: Home = Heimat, 950 Jahre Siegburg, herausgegeben von Stadtmuseum Siegburg. Bernstein, Bonn 2014, ISBN 978-3-945426-01-2.
- Gerhard Richter. Taschen, Köln 2019, ISBN 978-3-8365-7523-2.